# Estadi Nacional
L’Estadi Nacional est le stade national de la principauté d'Andorre situé à Andorre-la-Vieille.
Il est utilisé par l'équipe d'Andorre de football, l'équipe d'Andorre de rugby à XV et le FC Andorra, depuis 2021.
À la suite de l'inauguration du Estadi de la FAF en 2025, l'équipe d'Andorre de football déménage dans celui-ci.

## Histoire
La construction a débuté en 2013 et s'est terminée en 2014. Le stade a une capacité de 3 306 places, et le terrain a une pelouse artificielle.
Le premier match officiel s'est déroulé le 9 septembre 2014 lors de la phase éliminatoire du championnat d'Europe de football 2016 (groupe B) contre le Pays de Galles qui s'est soldé par une défaite d'Andorre 1 à 2.